# Sân bay quốc tế Banjul

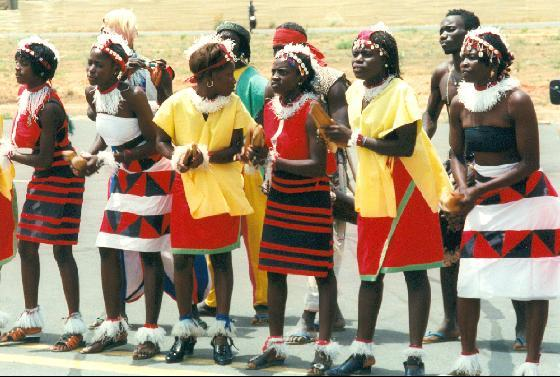
Sân bay quốc tế Banjui

Sân bay quốc tế Banjul cũng gọi là Yundum international (IATA: BJL, ICAO: GBYD) là sân bay quốc tế ở Banjul, thủ đô Gambia.
Năm 2004, sân bay này phục vụ 310.719 lượt khách.
Đây là một điểm hạ cánh khẩn cấp của tàu con thoi không gian NASA.

## Các hãng hàng không và các tuyến điểm
Các hãng theo lịch trình:
- Afrinat International Airlines (Conakry, Dakar)
- Bellview Airlines (Freetown, Lagos)
- Brussels Airlines (Brussels, Dakar)
- Condor Airlines (Frankfurt)
- Elysian Airlines (Conakry, Freetown)
- Mahfooz Aviation (Bissau, Dakar)
- Slok Air International (Bamako, Conakry, Dakar, Freetown, Monrovia)
- TACV (Dakar, Freetown, Praia)

Các hãng thuê bao:
- Thomas Cook Airlines (Glasgow-International+ London-Gatwick, Manchester, Oslo-Gardermoen, Stockholm-Arlanda, Copenhagen)
- Thomsonfly (London-Gatwick, Manchester)
- Transavia.com (Amsterdam-Schiphol)